# 姆利諾韋
51°50′34″N 24°22′19″E / 51.84278°N 24.37194°E
姆利諾韋（烏克蘭語：Млинове），是烏克蘭的村落，位於該國西部沃倫州，由科韋利區負責管轄，面積2.19平方公里，海拔高度150米，2001年人口511，人口密度每平方公里233.12人。